# 알렉스 산드루 지 올리베이라
 알렉스 산드루 지 올리베이라(Alex Sandro de Oliveira, 1995년 8월 20일 ~ )는 브라질의 축구 선수이다. 포지션은 공격수이다. 현재 브루스키 FC 소속이다.